# Fitz van Thom
Fitz van Thom (* 8. März 1977 in Leipzig) ist ein deutscher Schauspieler, Regisseur und Filmemacher.

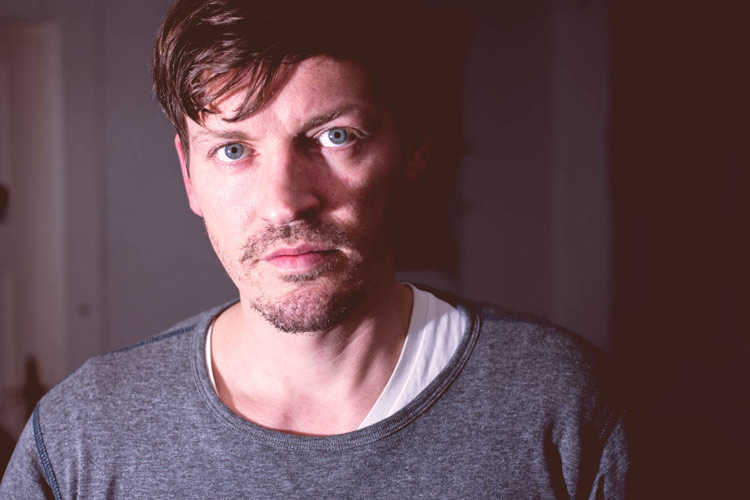
Fitz van Thom 2014 in Berlin

## Leben
Fitz van Thom spielt bereits seit seinem 13. Lebensjahr in zahlreichen Theaterstücken, Kabarettprogrammen und Filmen mit, führt Regie in Filmen und Theaterstücken, schreibt Drehbücher und Bühnenstücke. Nach seiner Schauspielausbildung 1994 bis 1997 arbeitete er am Staatstheater Darmstadt und anderen Theatern sowie bei verschiedenen Filmproduktionsfirmen im In- und Ausland. 2004 produzierte er seinen ersten komplett eigenen Spielfilm Ich sterbe, in dem er auch Regie führte und eine der Hauptrollen übernahm.
2014 erhielt er seine erste internationale Serienhauptrolle in der deutsch-russischen Fernsehserie Old Rifle (Staroe ruzhjo). Seine erste internationale Kinohauptrolle hatte er in dem Kriegsdrama Edinichka, welcher zu den 70-Jahr-Feiern des Kriegsendes am 9. Mai 2015 Premiere hatte. In dem an Originalschauplätzen in Russland gedrehten Film spielt er den SS-Obersturmführer Harald Koch, der als Befehlshaber der deutschen Truppen den Auftrag hat, die sowjetische Einheit „Edinichka“ vollständig zu eliminieren und die einzige erhaltene Brücke zu erobern.
Seit 2008 realisiert Fitz van Thom eigene Filmprojekte im Namen seiner Filmproduktionsfirma Phantom Produktion.

## Werk (Auswahl)

### Film, Funk und Fernsehen
- 2004: Ich sterbe[5]
- 2004: Übernachtung in Halle 5
- 2005: Giovanni dalle Bande Nere
- 2005: Die Kunst des Spaltens[9]
- 2006: A661-Supernett
- 2008: Illusion immerschön
- 2008: Sonnenhügel[10]
- 2008: Vier Fünftel
- 2010: Die Küche[11]
- 2010: Plot Point[12]
- 2012: Mutter Natur[13]
- 2014: Hin und weg[14] (Stunts)
- 2014: Old rifle (TV-Mehrteiler)[6]
- 2014: Sequoia[15]
- 2015: Catherine the Great (TV-Mehrteiler)[16]
- 2015: Edinichka[7]
- 2016: Dada á gogo / SWR-Radiofeature[17]
- 2016: Abgedreht / Arte-Serie[18]
- 2017: Mystery of faith[19]

### Theater
- 1990: Rapunzel - Debut
- 1998: Lästaurant - Kabaretttheater Lästaurant
- 1999: Maverick-Illusion-Show
- 2004: Herr Puntila und sein Knecht Matti - Staatstheater Darmstadt
- 2005: The Great Kozcenko Brothers – Staatstheater Darmstadt[20]
- 2005: Minidramen- durchs Alphabet - Staatstheater Darmstadt
- 2005: Das Meisterverbrechen - Staatstheater Darmstadt
- 2006: Harold & Maude- Staatstheater Darmstadt
- 2006: The Great Kozcenko Brothers 2 – Staatstheater Darmstadt
- 2008: Goldfischen - Heiner Produktion[21]
- 2010: In der Strafkolonie - Theater Mollerhaus
- 2011: X-Men Revenge
- 2017: The Magic Kozcenko Bros - Theater am Neunerplatz[22]